# Elecció papal de 1086
L'elecció papal de 1086 és l'elecció per la qual els cardenals de l'Església catòlica romana van elegir el successor del papa Gregori VII, mort el 25 de maig de 1085.
Gregori VII havia recomanat el cardenal Didier, abat de Mont-Cassin, abans la seva mort, però l'abat va explicar als cardenals que no se sentia papa i l'elecció prevista es va posposar. Finalment, el 24 de maig de 1086, després d'un any de seu vacant, els cardenals perden la paciència, l'agafen i l'arrosseguen fins l'Església de Santa Llúcia, on l'elegeixen papa, amb el nom de Victor III. Els cardenals són cinc: Eudes de Lageri, bisbe d'Ostia; Ubaldo, bisbe de Sabina ; Giovanni, bisbe de Porto; Pere Igni, bisbe d'Albano, i Giovanni Minuto, bisbe de Frascati.
Quatre dies més tard, Victor va abandonar les insígnies pontificals i va tornar a Mont-Cassin. Va rebutjar durant prop d'un any de tornar a Roma, fins al 21 de març de 1087; i fou consagrat a la Basílica de Sant Pere el 9 de maig.